# Caleana major
Caleana es un género monotípico de orquídeas de hábitos terrestres. Tiene una única especie:  Caleana major R.Br. (1810) originaria del sur de Australia hasta el sudeste de Queensland.
Esta especie se llama en su lugar de origen  "orquídeas de pato" debido a la forma del labelo. El labio se parece a un pato volando con el pico claramente visible. Es polinizada por la mosca de sierra masculina en forma similar a la polinización del género Drakaea.

## Distribución y hábitat
Se distribuye por Queensland, Nueva Gales del Sur, Victoria, Tasmania, Australia del Sur y Nueva Zelanda. Son terrestres que prefiere los suelos de arena y piedra arenisca en páramos y bosques abiertos en las elevaciones desde el nivel del mar hasta los 600 metros.

## Descripción
Son orquídeas de hábitos terrestres de tamaño pequeño y mediano que prefieren el frío al calor  con una sola hoja reclinada de color verde, con el envés rojizo: Florece en una inflorescencia erecta con 1 a 5 flores, de 15 a 40 cm de largo, las flores tienen de 2 a 6.25 cm de longitud. La floración se produce en la primavera y el verano.

## Taxonomía
Caleana major fue descrita por Robert Brown y publicado en Prodromus Florae Novae Hollandiae 329. 1810.
Sinonimia
- Caleana minor R. Br. 1810
- Caleya minor R.Br. 1826;
- Caleya major (R.Br.) R.Br. in W.T.Aiton, Hortus Kew. 5: 204 (1813).[4]